# وزارة الاتصال (كندا)
وزارة الاتصال الكندية بدأت عملها في الفاتح من أفريل 1969.
و هذه لائحة الوزراء :
- 1969-71 : Eric William Kierans
- 1971 : جان-بيير كوتيه
- 1971 : Gérard Pelletier
- 1971-72 : Robert Douglas George Stanbury
- 1972-75 : Gérard Pelletier
- 1975 : Pierre Juneau
- 1975-79 : جان سوفي
- 1979-80 : David McDonald
- 1980-84 : فرنسيس فوكس
- 1984 : Edouard Lumley
- 1984-85 : Marcel Masse
- 1985-88 : Flora Isabel MacDonald
- 1988-89 : Lowell Murray
- 1898-91 : Marcel Masse
- 1991-93 : Perrin Beatty
- 1993 : مونيك لاندري
- 1993-96 : ميشيل دوبوي
- 1996 : Sheila Copps
- 1996 : Lucienne Robillard

‌